# Miwok

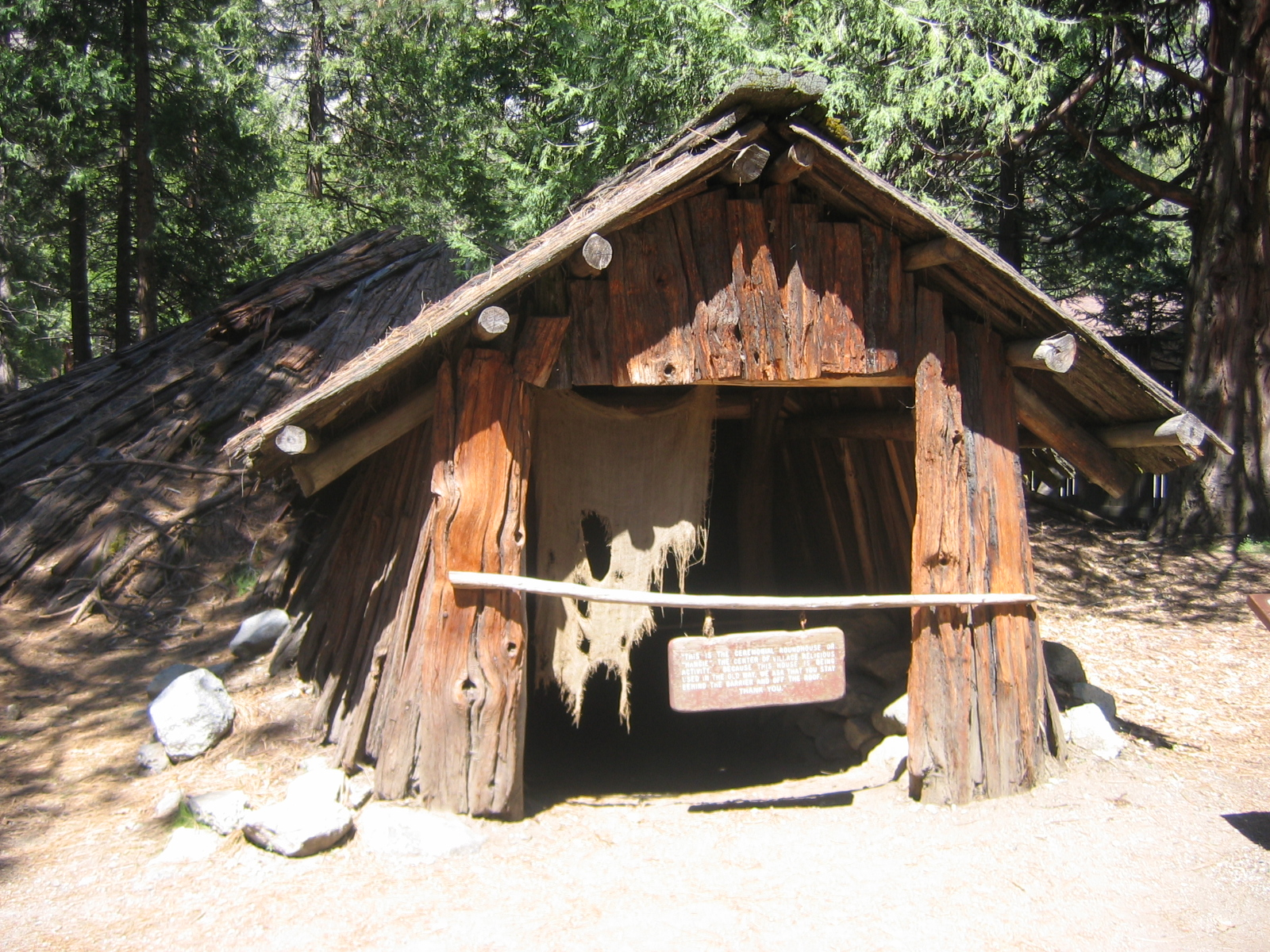
Reconstrucció d'una cabana miwok

Els miwok, miwuk, mi-wuk, o me-wuk són una tribu índia de Califòrnia, del grup lingüístic penutià segons Mary R. Haas i xoixon segons Edward Sapir. També són anomenats mokelumni, mewuk o meewok "home". Comprèn set grups dialectals:
- Talatui o Miwok de la costa, al Nord de San Francisco
- Olamentke o Miwok del llac, a les planures del llac Clear
- Saclan o Miwok de la badia, al delta del Sacramento i del San Joaquín
- Chumteya o Miwok de la Plana, a l'Alt San Joaquín i Sacramento
- Miwok de la sierra, a l'oest, als peus dels turons de Sierra Nevada, que es dividien en Chokuyem o North Sierra i Utian o South Sierra. El grup més nombrós, comprèn els amador, tuolumne i mariposan

## Localització
Vivien a Sierra Nevada, als marges del riu San Joaquín. Actualment viuen a les reserves Jackson, Shingle Springs i Tuluomne Me-wuk de Califòrnia.

## Demografia
Eren 700 el 1910, baixaren a 491 el 1960 i només eren 300 el 1980 segons Asher.
Segons dades de la BIA del 1995, a la Ione Band de Califòrnia hi havia 536 habitants, a la Ranxeria Jackson n'hi havia 27 (29 al rol tribal), a la de Shingle Springs s'hi havia 185 habitants, a la Rancheria Buena Vista només hi ha un, a la de Chicken Ranch hi ha 10 (però cap al rol tribal), a la de North Folk hi ha 280 (ningú al rol tribal) a la de Big Sandy hi ha 200 (280 al rol tribal), a la de Cloverdale hi ha 273, a la de Cortina hi ha 178 (143 al rol tribal), a la Ione Band of Miwok Indians hi ha 536 habitants, a la Sheep Rancheria hi havia un habitant, i a la de Tuluomne n'hi havia 291 (però només 51 al rol tribal). A la d'Auburn hi havia 206 entre maidu i miwok.
Segons el cens dels EUA del 2000, hi havia 5.539 miwok (d'ells, 2.961 purs).

## Subgrups
Els antropòlegs divideixen els miwoks en quatra subgrups ètnics diferenciats geogràficament i culturalment. Aquestes distincions eren desconegudes entre els miwoks abans dle contacte amb els europeus.
- Miwok de la sierra: des dels vessants occidentals de Sierra Nevada, la vall del Sacramento, vall del San Joaquin i el delta Sacramento-San Joaquin.
- Miwoks de la costa : Als actuals comtats de Marin i sud de Sonoma. (Inclou els miwok de la badia de Bodega i de Marin).
- Miwoks del llac: de la conca del llac Clear al Lake.
- Miwoks de la badia: a l'actual comtat de Contra Costa.

## Tribus reconegudes federalment
La Bureau of Indian Affairs reconeix oficialment onze tribus de descendents de miwoks a Califòrnia. Són les següents:
- Ranxeria Buena Vista d'indis me-wuk[3]
- Tribu miwok de la Vall de Califòrnia, abans coneguda com a Ranxeria Sheep Ranch d'indis me-wuk[4][5]
- Ranxeria Chicken Ranch d'indis me-wuk
- Indis federats de la ranxeria Graton, antigaments coneguts com a Miwoks de la costa federats[6]
- Banda Ione d'indis miwok, d'Ione (Califòrnia)[7]
- Ranxeria Jackson d'indis me-wuk
- Ranxeria Middletown (inclou membres de les nacions pomo, miwoks del llac, i wintun)
- Banda Shingle Springs d'indis miwok, ranxeria Shingle Springs (Verona Tract)[8]
- Banda Tuolumne d'indis Me-wuk de la ranxeria Tuolumne
- Comunitat índia United Auburn[9]
- Ranxeria Wilton[10]

### Tribus no reconegudes federalment
- Tribu Miwok de la ranxeria El Dorado
- Tribu Miwok Nashville-Eldorado
- Tribu Consolidada Colfax-Todds de la ranxeria Colfax
- Nació Miwok de la sierra del sud
- Banda Calaveras d'indis Mi-Wuk
- Miwok de Ranxeria Buena Vista[11]

## Costums
Hom no sap gairebé res de la cultura aborigen dels costaners. Potser recollien aglans i vivien en cases de pals cobertes de terra i semisubterrànies. Feien cistells guarnits amb plomes i boles. Els homes anaven despullats i les dones duien un vestit que les cobria de cintura cap avall.
És més coneguda la cultura dels de l'interior. Vivien als peus dels turons o a les terres baixes, i se n‘anaven a les grans serralades només a l'estiu o per a caçar. Vivien a cases subterrànies cobertes de terra, però a l'estiu vivien en abrics de muntanya o en lean-toes.
Llur principal aliment eren els aglans, les recollien madures i emmagatzemaven en cistelles-graner, tot aixafant el nucli amb morters de pedra que després tramitzaven i aventaven fins que esdevenia una farina groga que era dipositada en els fons i parets d'un forat poc fondo, fet a la sorra. No tenien concepte de propietat de la terra.
Després se li llençava aigua calenta, que penetrava a la sorra i n'eliminava l'àcid tànic; aquesta operació es repetia fins que la pasta tenia un gust agradable, es deixava assecar en trossos i se'n feia pa. Alguns cistells estaven força elaborats, però en general no hi ha terrisseria.
La societat era organitzada en meitats contrastades regides per descendència i matrimoni, i tenien rangles. Tenien capitosts i sot-capitosts, i la dona podia adquirir tals títols mitjançant la línia masculina. Es tatuaven el cos, o bé se’l pintaven, i menjaven verdures (bròquils, enciams, tramussos, pepins i tubercles).
Els de l'interior seguien el culte kuksu, la base subjacent espiritual del qual és obscura. En ell s'incloïen moltes varietats complicades de rituals, moltes dances individuals, aparicions d'esperits i disfresses amb pells d'animals, curacions, dejunis, ofrenes i oracions acompanyades de xiulets d'os, raspadors, sonalls, tambors i flautes. Eren monògams i fidels, i en morir hom enterraven llurs pertinences.

## Història
Ja foren visitats el 1579 per Francis Drake, qui els va descriure com a amables i pacífics. El 1775 van dir el mateix el p. Vicente i el capità Ayala que visitaren el seu territori. Els comerciants russos de Bodega Bay el 1793 i 1808 tenien totalment prohibit abusar d'ells.
Sempre foren pacífics amb els blancs, però es mantingueren independents fins que el 1821 foren sotmesos pels mexicans, que intentaren tancar-los en missions com San Rafael Arcángel (1817) i San Francisco Solano (1823).
El 1848, mercè el Tractat de Guadalupe-Hidalgo, el seu territori passà als EUA, que l'integraren dins l'Estat de Califòrnia. Això va coincidir amb la febre d'or a Mother Lode, dins territori miwok, on es dedicaren a matar la seva cacera i destrossar el bosc.
Per això el 1850, quan la creació de l'Estat de California va oprimir els indis, el seu cap Tenaya va lluitar contra els blancs amb els yokuts (Mariposan War), però foren vençuts per John Savage i el seu Mariposan War Battallion, qui atacà Sierra Nevada, i els va reduir en dos terços. El 1852 es rendiren i foren obligats a entrar en reserves. Dividiren el seu territori en ranxeries i els van prendre les millors terres, repartides entre els blancs. El 1920 l'agent de la BIA Terrell va intentar col·locar a altres ranxeries els indis sense terra, però el 1952 va intentar aplicar-ne la Termination.
Els membres més destacats de la tribu han estat Greg Sarris i Wendy Rose.